# Мироново (Шелопугінський район)
Миро́ново (рос. Мироново) — село у складі Шелопугінського району Забайкальського краю, Росія. Адміністративний центр Мироновського сільського поселення.

## Населення
Населення — 273 особи (2010; 377 у 2002).
Національний склад (станом на 2002 рік):
- росіяни — 99 %